# Baneix
Període de Baneix o Susa III, és un període cultural protoelamita que va des de vers el 3400 fins al 2800 aC i es caracteritza per artefactes d'estil artístic que s'han trobat des Luristan a Kerman. Es tracta de texts administratius en protoelamita, segells cilíndrics, ceràmiques, objectes en pedra i metall i objectes fets amb diversos materials extrets a l'altiplà iranià i exportats cap a l'est i oest; la ciutat d'Anxan fou establerta en aquest període.